# Tomas Blixenstierna (1712–1753)
Tomas Blixenstierna, född 1712 i Stockholm, död 13 maj 1753 i Stockholm, var en svensk hovfunktionär och assessor.

## Biografi
Tomas Blixenstierna föddes 1712 i Stockholm och döptes 19 juni samma år. Han var son till Tomas Blixenstierna och Elisabet Adlersköld. Blixenstierna blev 12 mars 1730 student vid Uppsala universitet och 25 september 1730 auskultant i Bergskollegium. Han blev 22 december 1735 hovjunkare och 18 januari 1746 [[ledamot i Kungliga vetenskapsakademien. Blixenstierna blev 5 augusti 1748 extraordinarie assessor i Bergskollegium och 13 juli 1749 ordinarie assessor i Bergskollegium. Han avled 1753 i Stockholm och begravdes i Maria kyrka, då hans vapen krossades av statssekreteraren Carl Erik Wadenstierna.